# Sarrageois
Sarrageois is een gemeente in het Franse departement Doubs (regio Bourgogne-Franche-Comté) en telt 106 inwoners (1999). De plaats maakt deel uit van het arrondissement Pontarlier.

## Geografie
De oppervlakte van Sarrageois bedraagt 13,0 km², de bevolkingsdichtheid is 8,2 inwoners per km². De gemeente grenst in het zuidoosten aan Zwitserland.
De onderstaande kaart toont de ligging van Sarrageois met de belangrijkste infrastructuur en aangrenzende gemeenten.

## Demografie
Onderstaande figuur toont het verloop van het inwonertal (bron: INSEE-tellingen).

1. ↑  Populations de référence 2022.